# Impatiens vexillaria
Impatiens vexillaria är en balsaminväxtart som beskrevs av Joseph Dalton Hooker. Impatiens vexillaria ingår i släktet balsaminer, och familjen balsaminväxter. Inga underarter finns listade i Catalogue of Life.